# Kennedy Meadows (Kalifornija)
Kennedy Meadows je naseljeno područje za statističke svrhe u američkoj saveznoj državi Kalifornija. Prema popisu stanovništva iz 2010. u njemu je živjelo 28 stanovnika.